# HVGC-1
HVGC-1 є першим виявленим гіпершвидкісним кулястим скупченням. Виявлений у 2014 році, він витікає з надгігантської еліптичної галактики Мессьє 87, у скупченні Діви. Це одне з тисяч кулястих скупчень, знайдених у M87. Це перше гіпершвидкісне зоряне скупчення, виявлене на даний момент. Куля розташована в десяткових градусах (RA, DEC) (187,72791°, +12,68295°).

## Властивості
Було помічено, що об'єкт має викидну швидкість, яка закінчується визначеною променевою швидкістю −1026±13 км/с. Стосовно M87, його швидкість визначена в 2100—2300 км/с. Швидкість скупчення настільки висока, що воно також уникне скупчення Діви.
Вважається, що швидкість кластера виникає в результаті викиду надмасивною чорною дірою в центрі M87, коли чорна діра зняла зовнішні шари HVGC-1, вона також викинула ядро, що залишилося, зі швидкістю, більшою за другу космічну швидкість.